# Jesús Villareal y Fierro
Jesús Villareal y Fierro (* 26. April 1884 in Victoria de Durango; † 20. Februar 1965) war ein mexikanischer Geistlicher und römisch-katholischer Bischof von San Andrés Tuxtla.

## Leben
Jesús Villareal y Fierro empfing am 28. Oktober 1908 die Priesterweihe.
Papst Pius XI. ernannte ihn am 12. September 1933 zum Bischof von Tehuantepec. Der Erzbischof von Durango, José María González y Valencia, spendete ihm am 29. Oktober desselben Jahres die Bischofsweihe.
Am 23. Mai 1959 ernannte ihn Papst Johannes XXIII. zum ersten Bischof des mit gleichem Datum errichteten Bistums San Andrés Tuxtla.